# 马来西亚电讯足球俱乐部
马来西亚电讯足球俱乐部（Melaka TMFC）是一家曾经在马来西亚足球超级联赛比赛的足球俱乐部，创立于1994年，属于马来西亚最大家庭电话公司马来西亚电讯拥有。大马电讯足球俱乐部设立于马六甲，但是在2006-07赛季，球队将主场迁往了雪兰莪的体育场，即八打灵市议会体育场。随后，大马电讯公司为了重组其旗下业务对马来西亚体育的支持，即以赞助形式继续支持体育活动。因此2006-07赛季结束后，球队正式解散，走入历史。

## 体育场
从球队成立以来，球队一直马六甲地区踢球，主场为Hang Tuah体育场和Hang Jebat体育场。2006-07赛季球队选择了MBPJ体育场作为自己的主体育场。

## 著名球员
- 马来西亚穆罕默德·哈尔迪·札法尔

## 球队荣誉
马足总联赛（FAM League）：冠军 (2次) - 1996, 1998